# スペクテイター (1711年創刊の定期刊行物)

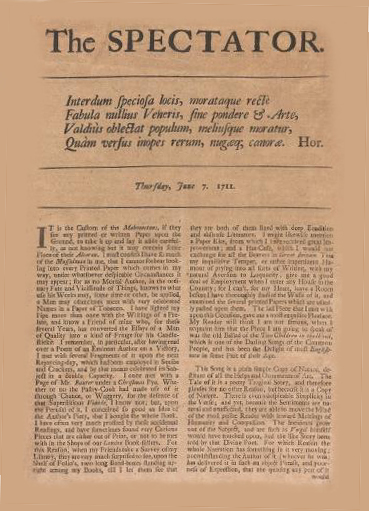
1711年6月7日付のスペクテイター

『スペクテイター (The Spectator)』は1711年から1712年にかけて発行されていたイギリスの日刊紙であり、ジョセフ・アディソンとリチャード・スティールによって創設された。各「紙」または「号」は2500語ほどの長さで、オリジナルのものは1711年3月1日から555号発行され、後に7冊の本にまとめられた。同紙は1714年にスティールの関与なしに復刻され、その後週3回のペースで6ヶ月間発行された。これらの復刻版は、上述のまとめの8冊目に収録された。アディソンのいとこであるユースタス・バジェルも刊行に携わっていた。合本には索引が付されていた。
大阪経済大学の門田俊夫（もんでん・としお）の手により、日本語に完訳されている。

## 『スペクテイター』の登場人物
『スペクテイター』で用いられた特徴的な表現の一つは、架空の解説者であるミスター・スペクテイターが登場することである。本紙の第一号は彼の生い立ちの説明にあてられている。ミスター・スペクテイターは寡黙な性格で、主に顔の表情によって意志疎通を図ろうとする。彼はその謙虚な人柄を以って社会を広く駆け回り、「スペクテイター（観測者）」としての使命を全うする。彼はロンドン市民たちの習慣、癖、そして無作法について意見を述べる。また自身について、文章における饒舌さと日頃の寡黙さを対比させた皮肉を述べている。
『スペクテイター』の第二号では、ミスター・スペクテイターの近しい友人からなる「スペクテイター・クラブ」のメンバーが紹介されている。筆者たちは同クラブの人物たちを脇役として登場させることで、実社会における場面やエピソードを描写した。人々が社会的立場に応じて持っているエートス（習性、特徴）を表現するために、クラブのメンバーたちは様々な地位、職業の者が登場する。もっとも有名なキャラクターはサー・ロジャー・ド・カヴァーリーであり、彼はアン女王統治下の英国の郷士である。彼は田舎の紳士の伝統的な価値観を体現し、愛嬌がありながらもどこか間抜けな人物として描写され、彼のトーリー党的な思想を無害で馬鹿らしいものに見せている。ウィル・ハニカムは放蕩者で、「通常男性が女性を楽しませる、その種の会話の準備が、いつでもできている」(第二号より)。『スペクテイター』廃刊直前で彼は結婚し、その際に改心している。クラブには他にも、商人であるアンドリュー・フリーポートや、将校や聖職者も所属している。

## 刊行の目的
第10号において、『スペクテイター』の目的は「ウィットによって道徳観を活性化し、道徳観によってウィットに節度を持たせる」ことであるとミスター・スペクテイターが述べている。彼は同紙が「図書館、学校、大学やクローゼットから哲学を引っ張り出して、クラブや集会、茶会やコーヒーハウスに広めた」と言われるようになることを目指している。そして読者に、本紙を「お茶会道具の一つ」のように捉えて毎朝読む時間を設けることを勧めている。「スペクテイター」は、読者たちに思慮深い議論のための話題を提供すること、そして談話や社会的な交流における丁寧なマナーを習得させることを目指した。また当時の啓蒙思想と足並みをそろえつつ、「スペクテイター」の編者たちは家族や結婚、そして礼儀に関する価値観を広めた。

## 読者

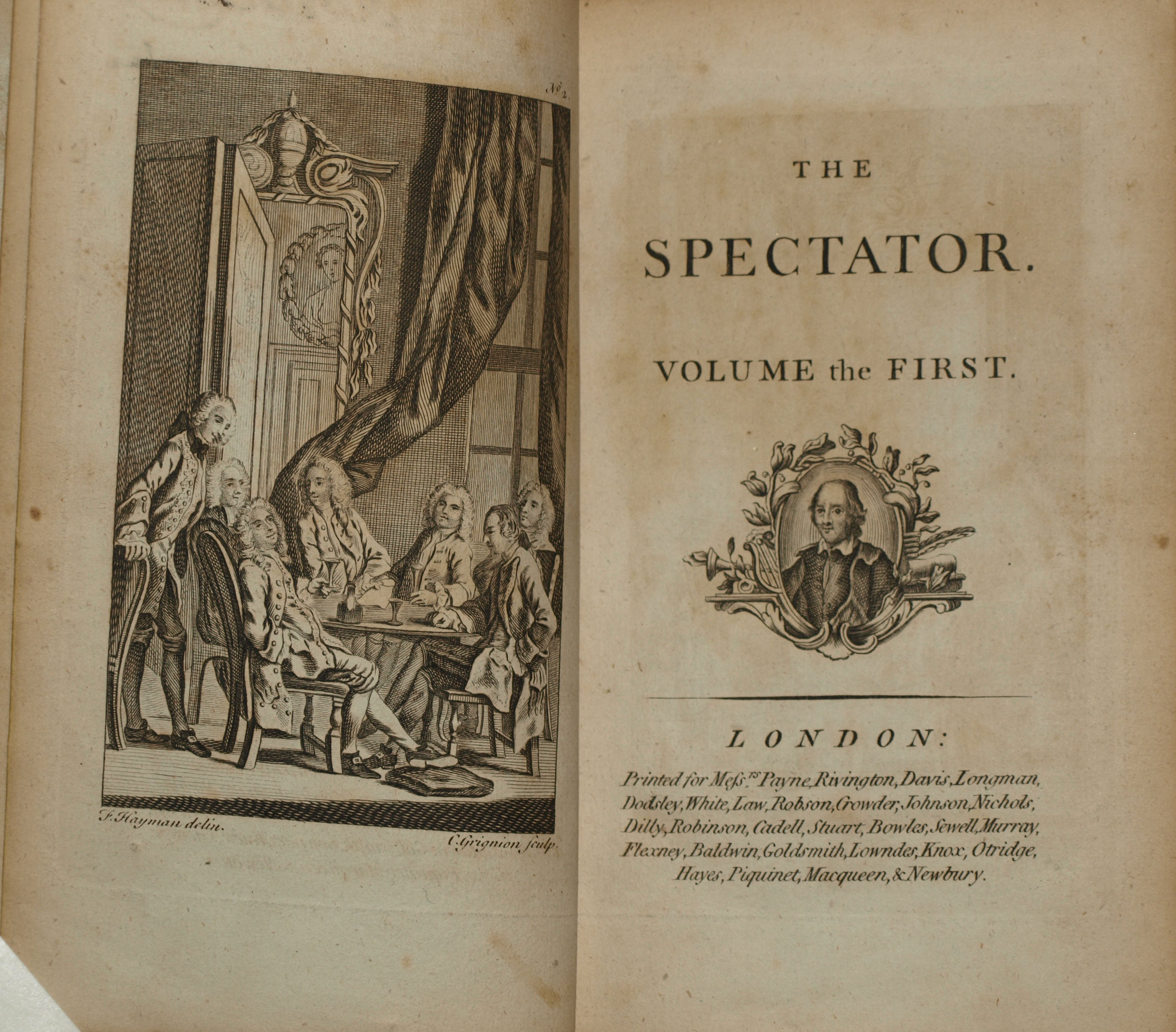
1788年版の書籍版スペクテイターの表紙

一日およそ3000部と発行部数こそ控えめだったが、「スペクテイター」は多くの人々に読まれていた。ジョゼフ・アディソンは各号が6万人のロンドン市民に読まれていると見積もっており、これは当時のロンドンの人口の10分の1に相当する。現代の歴史家や文学者たちも、これを根拠のない主張だとは見なしていない。というのも、読者のほとんどは自身で契約している人々ではなく、「スペクテイター」を取っているコーヒーハウスの顧客であったと言われているからである。これらの読者たちは多様な社会的地位にいたが、本誌はあくまでも、当時英国で台頭していた大小の卸売商や貿易商の興味を第一に書かれていた。
「スペクテイター」は当時植民地だったアメリカにおいても多くの読者を持っていた。特筆すべき人物として、当時十代であったジェームズ・マディソン（のちの第4代アメリカ合衆国大統領）は同紙の熱心な読者であり、彼の世界観に生涯を通じて影響を与えたと言われている。
ユルゲン・ハーバーマスは「スペクテイター」を、18世紀のイギリスにおける公共圏を形成した媒体としてみている。
同紙は政治的に中立であると宣言しているが、一般的にはホイッグ党的な価値観を奨励したものとして認知されている。
「スペクテイター」の人気は18、19世紀の後期においても衰えることなく広く読まれていた。その時代には全8巻の本として売られており、本紙における道徳および助言と娯楽性との合致、そして用いられた散文体は、模範的であると考えられていた。また同紙の人気の衰退は、C・S・ルイスやブライアン・マクリーによって考察されている。